# Kejayaan
Kejayaan is een bestuurslaag in het regentschap Tanggamus van de provincie Lampung, Indonesië. Kejayaan telt 1049 inwoners (volkstelling 2010).